# 埃里瓦尔多·安东尼奥·萨拉伊瓦
埃里瓦尔多·安东尼奥·萨拉伊瓦（Erivaldo Antonio Saraiva，1980年1月22日—），又被称为Valdo（瓦尔多），不过在中国联赛效力期间被广泛称为奥托，是巴西的足球运动员，司职前锋。

## 职业生涯
2008年奥托从哈曼利弗转会加盟浙江绿城开始在中国联赛效力。2009年12月23日，中超2009赛季冠军北京国安正式确定从杭州绿城引进奥托，但奥托加盟北京国安后表现不佳在中超联赛进入间隙期后他被北京国安弃用，他最终于7月16日加盟日本職業足球聯賽球队湘南比馬。 但他在J联赛依然没有出色的表现，为球队登场8场，没有一个进球，赛季结束后和降组的湘南比马解约。
2011年3月，中超球队辽宁宏运宣布正式签入奥托。他在2011赛季30轮联赛均获得出场机会，但仅射入5球。赛季结束后，辽宁宏运没有和他续约。2012年2月，刚刚降级至中国足球甲级联赛的成都谢菲联宣布和奥托签约。

## 琐事
他曾在2009年7月26日杭州绿城2比8不敌曼联的友谊赛中射入一球。

## 連結
- Player Profile in playerhistory.com （页面存档备份，存于）
- 第一足球网 （页面存档备份，存于）